# Eudorylas sinuosus
Eudorylas sinuosus är en tvåvingeart som först beskrevs av Hardy 1949.  Eudorylas sinuosus ingår i släktet Eudorylas och familjen ögonflugor.
Artens utbredningsområde är Burundi. Inga underarter finns listade i Catalogue of Life.